# Kommunfullmäktige
Kommunfullmäktige är i Sverige och Finland det högsta beslutande organet i en kommun. Det är en parlamentariskt sammansatt beslutande församling på kommunal nivå. I Danmark kallas motsvarade beslutande organ för kommunalbestyrelse, och i Norge används begreppet kommunestyre. I andra delar av världen används andra administrativa indelningar på motsvarande nivå (där det förekommer), med andra namn.
Termen kommunalfullmäktige (med -al-) användes med motsvarande betydelse (för organen i landskommuner och köpingar) i Sverige 1863–1971, parallellt med stadsfullmäktige för städer, och i Finland fram till 1993. Idag används termen fullmäktige i Finland, parallellt med de förtydligande formerna kommunfullmäktige och stadsfullmäktige – det senare för kommuner som uppfyller kraven för och väljer att kalla sig stad.
En ledamot av kommunfullmäktige kan på rikssvenska kallas för fullmäktigeledamot, kommunfullmäktigeledamot, kommunfullmäktig  eller fullmäktig. Plural av de två sistnämnda formas med ändelsen -e. Fullmäktig betyder bland annat ”bemyndigad, befullmäktigad”, ”person som har fullmakt” (att föra annans talan, och liknande) – kommunfullmäktige kan alltså förklaras som en sammansättning av betydelserna kommun och befullmäktigad, i pluralform.
KFO är en förkortning för Kommunfullmäktiges ordförande.[källa behövs]

## Sverige
Kommunfullmäktige är sedan 1971 den högsta beslutande församlingen i kommuner i Sverige, vald i direkta val av de i kommunen folkbokförda invånarna. Kommunfullmäktige utser efter allmänna val ledamöter i de verkställande organen i kommunen (kommunstyrelsen och övriga nämnder) samt i ett granskande organ för kommunal revision. Kommunfullmäktiges arbetsformer regleras i svenska kommunallagen.

## Finland
Fullmäktige är sedan 1993 den högsta beslutande församlingen i finländska kommuner, vald i direkta val av de i kommunen folkbokförda invånarna. Fullmäktiges arbetsformer regleras i finländska kommunallagen.